# Mario Di Martino
| 90278 Caprese          | 24 febbraio 2003 |
| 112320 Danielegardiol  | 19 giugno 2002   |
| 127965 Ettorecittadini | 24 aprile 2003   |

Mario Di Martino (Viareggio, 8 settembre 1947) è un astronomo e divulgatore scientifico italiano.
Laureatosi in Fisica e in Scienze Strategiche presso l’Università degli Studi di Torino, lavora presso l'Osservatorio Astrofisico di Torino di Pino Torinese. Il suo principale campo di ricerca è lo studio dei corpi minori del Sistema Solare (asteroidi e comete), con particolare focus sullo studio dei fenomeni da impatto di corpi cosmici sulla Terra e alla ricerca di crateri da impatto, anche con sopralluoghi come, ad esempio, nel caso dell'Evento di Tunguska.
Come divulgatore ha inizialmente collaborato con la rivista mensile L'Astronomia e successivamente con il quotidiano La Stampa, i mensili di divulgazione scientifica Le Stelle e l'edizione online della rivista Focus.
Il Minor Planet Center lo accredita per le scoperte di due asteroidi, effettuate tra il 2002 e il 2003, entrambe in collaborazione con Fabrizio Bernardi.
Gli è stato dedicato l'asteroide 3247 Di Martino.

## Libri e pubblicazioni
Di Martino è coautore dei seguenti testi:
- Dai ghiacci della Terra ai ghiacci dell'universo - Quaderni dei Mercoledì Scienza - Erga edizioni - ISBN 978-88-8163-522-1
- Il rischio asteroidi - Seconda edizione - Regione Piemonte ed.
- Asteroids, Comets, Meteors 1993 - International Astronomical Union, Kluwer academic Publishers - ISBN 0-7923-2880-9
- Planetary and space science - European Geophysical society, Pergamon - ISSN 0032-0633
- Gli asteroidi ed il rischio da impatto - Masso delle Fate - ISBN 978-88-87305-82-1
- Destinazione Luna - Dal primo sbarco dell'uomo alle future colonie, Collana Anno internazionale dell'Astronomia - Gruppo B Editore, Milano -ISBN 978-88-95650-22-7
- Nani del Sistema Solare - Tra pianetini e comete, Collana Anno internazionale dell'Astronomia - Gruppo B Editore, Milano -ISBN 978-88-95650-21-0